# Silberwaffensaal

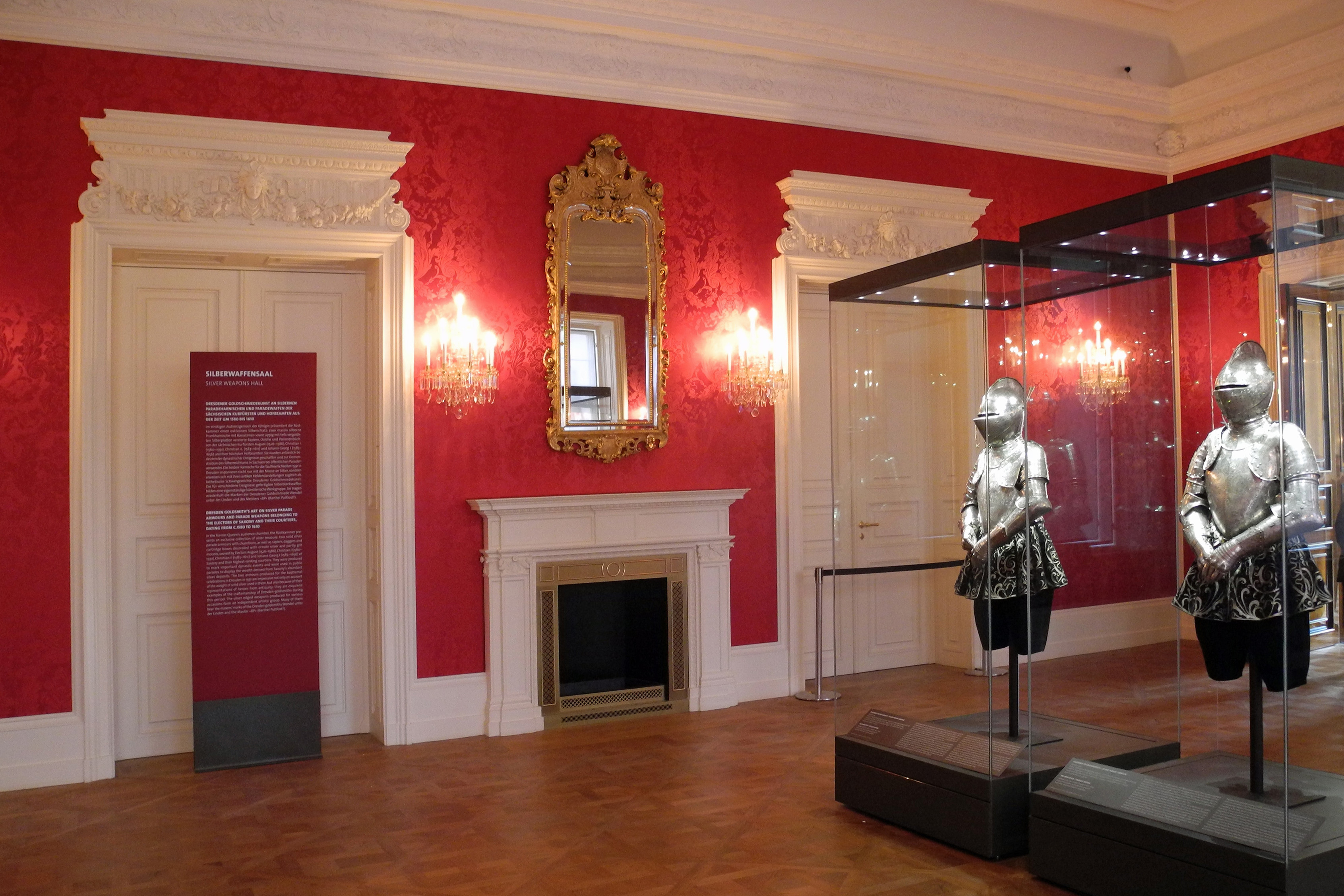
Rotseidenes Zimmer mit zwei silbernen Prunk-Harnischen

Der Silberwaffensaal im Residenzschloss Dresden wurde im September 2017 eröffnet.
Er befindet sich im teilrekonstruierten, sogenannten Rotseidenen Zimmer im 2. Obergeschoss des  Georgenbaus zwischen dem Riesensaal der Rüstkammer und dem  Kleinen Ballsaal.
Von hier aus sind auch die Ausstellungen des Münzkabinetts zu erreichen.
Das „Rotseidene Zimmer“ war ursprünglich ein Vorsaal, von dem aus die Treppe im Georgenbau und die einstigen kurfürstlichen/königlichen Privaträume erreicht werden konnten. Später war es das Audienzgemach der sächsischen Königin.
Bei der Wiederherstellung des Raums waren auch sächsische Handwerksbetriebe beteiligt.

## Ausstellungsstücke
Der Raum verbindet thematisch die im Riesensaal gezeigten Turnier- und Paradewaffen mit dem Silberschatz des Münzkabinetts und wird von den Staatlichen Kunstsammlungen Dresden für die Dauerausstellung der Rüstkammer genutzt.
Gezeigt werden silberne Parade-Harnische und zur Repräsentation für die Kurfürsten gefertigte Ritterrüstungen sowie versilberte Rapiere und Dolche, die um 1580 bis 1610 für Sachsens Kurfürsten, Prinzen und den Hofstaat geschaffen wurden. Zu den Meisterwerken der Dresdner Goldschmiedekunst gehören zwei silberne Fußturnierharnische mit antiken Historiendarstellungen, die Kurfürst Christian I. 1591 anfertigen ließ, und ein Prunk-Rapier für Herzog Johann Georg I.